# Diplopeltis
Diplopeltis é um género botânico pertencente à família Sapindaceae.